# Занзибар (остров)
Занзиба́р или Унгуджа (суахили Unguja, англ. Zanzibar Island) — один из двух крупных островов архипелага Занзибар (наряду с Пембой). Входит в состав Танзании (автономного Занзибара). Расположен в Индийском океане.

## География

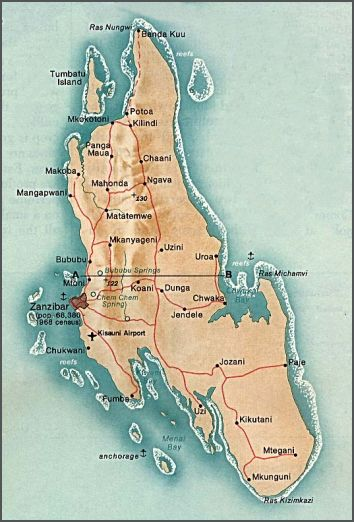
Изображение из "From Indian Ocean Atlas, CIA 1976"

Занзибар отделен Занзибарским проливом от Африканского материка. Вокруг Занзибара расположено множество более мелких островов, из которых постоянно населены лишь два — Тумбату и Узи. Остров Мнемба используется в целях туризма.
Крупнейшим городом является расположенный на западном побережье острова Занзибар.
Площадь — 1 660 км². По площади остров Занзибар занимает 10-е место среди крупнейших островов Африки.

## История
Согласно археологическим свидетельствам, остров был постоянно заселён по меньшей мере 20 тысяч лет. Предположительно Унгуджа под названием Менуфия упоминается в древнегреческом географическом сочинении Перипл Эритрейского моря. В I тысячелетии н. э. остров посещали индийские, арабские и персидские купцы. Это они принесли на Занзибар ислам. В 1107 году на севере была построена первая мечеть в южном полушарии — мечеть Кизимкази. В 1505 году весь занзибарский архипелаг перешёл под контроль Португалии, а в 1698 — под контроль Омана. Наибольшего расцвета султанат Оман достиг в первой половине XIX века при султане Саиде ибн Султане. В 1832 году Саид ибн Султан перенёс столицу в Каменный город на острове Унгуджа. Унгуджа в его правление была крупнейшим торговым центром, где велась торговля по всему Индийскому океану, в первую очередь рабами и гвоздикой, которую выращивали на плантациях прямо на острове.
После смерти Саида ибн Султана в 1856 году Занзибар и Оман стали двумя независимыми султанатами. В 1890 году остров в составе Занзибара стал британским протекторатом, а в декабре 1963 года получил независимость от Великобритании. В начале 1964 года в ходе Занзибарской революции монархия была свергнута, и провозглашена Народная Республика Занзибара и Пембы. В апреле 1964 года Занзибар объединился с Танганьикой, став автономным регионом в составе государства Танзания.

## Население
Согласно переписи 2002 года, население острова составляло 622 459 человек. В 2012 году численность населения составила 896 721 человек. Плотность населения является наибольшей в районе острова и города Занзибар.

## Административное деление
Остров Занзибар делится на 3 области:
| № | Область (мкоа)            | Суахили          | Англ.                         | Адм. центр | Площадь, км² | Население, чел. (2012) | Плотность, чел./км² |
| - | ------------------------- | ---------------- | ----------------------------- | ---------- | ------------ | ---------------------- | ------------------- |
| 1 | Занзибар Северный         | Kaskazini Unguja | Zanzibar North Region         | Мкокотони  | 470          | 187 455                | 398,84              |
| 2 | Занзибар Центрально-Южный | Kusini Unguja    | Zanzibar Central/South Region | Коани      | 854          | 115 588                | 135,35              |
| 3 | Занзибар Западный         | Mjini Magharibi  | Zanzibar Urban/West Region    | Занзибар   | 230          | 593 678                | 2581,21             |
|   | Остров Занзибар           | Zanzibar         | Zanzibar Island               | Занзибар   | 1 554        | 896 721                | 577,04              |

В свою очередь, каждая область имеет по 2 округа. То есть, всего 6 округов:
- Касказини «А» или Северный «А» (Kaskazini «A») — север Северного Занзибара (105 780 жителей, 2012),
- Касказини «Б» или Северный «Б» (Kaskazini «B») — юг Северного Занзибара (81 675 жителя, 2012),
- Кати (Kati) или Центральный Занзибар (76 346 жителей, 2012),
- Кусини (Kusini) или Южный Занзибар (39 242 жителей, 2012),
- Магариби (Magharibi) или Западный Занзибар (370 645 жителей, 2012),
- Мжини (Mjini) или Занзибар-город (223 033 жителей, 2012).

## Экономика
Из двух крупных островов, составляющих архипелаг Занзибар, Унгуджа более развита экономически. Кроме столицы (города Занзибар), крупными центрами являются также Мбвени, Мангапвани, Чвака, Нунгви и Мичензани.
Важную роль в экономике играет туризм.